# Superstición

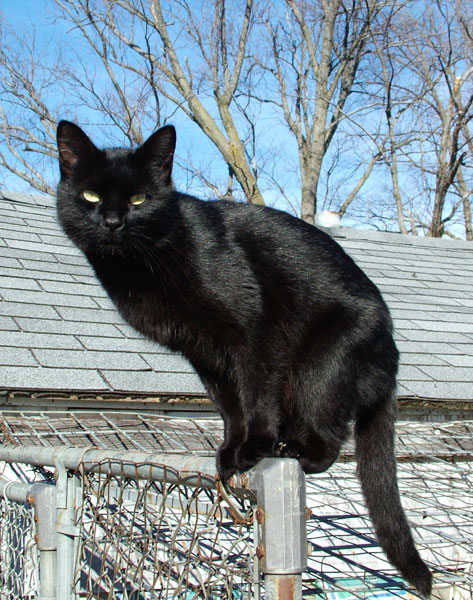
Algunas de las supersticiones más populares son las relacionadas con los gatos negros, que comúnmente son relacionados con actos como la brujería y la mala suerte, siendo íconos comunes en festividades como Halloween.

Una superstición es una creencia contraria a la razón que atribuye una explicación mágica a la generación de los fenómenos, procesos y sus relaciones sin ninguna prueba o evidencia científica, especialmente si se relacionan con la mala o buena suerte.
Aunque se trata siempre de creencias sin ningún tipo de prueba científica, el concepto no siempre engloba todo lo que no es científico. Algunas definiciones del término excluyen, por ejemplo, a las creencias de la fe religiosa, las cuales no son científicamente probables pero, según esta delimitación del concepto, tampoco constituyen supersticiones. La denominación se aplica también en sentido peyorativo a formas de creencias, prácticas y rituales religiosos que no corresponden a las opiniones y convicciones propias. 
En el sentido coloquial general, se utiliza de manera equivalente a los conceptos de irracional o no científico. En los contextos culturales en que dominan las religiones abrahámicas el término «supersticioso» se utiliza entre simpatizantes para significar una carencia de formación teológica, pero también como demérito de las creencias populares o de orientación ocultista. Por otra parte, los críticos de la religión utilizan el concepto en su connotación negativa para englobar a todas las concepciones de fe y a las religiones. Debido a que el concepto se define desde distintas cosmovisiones y sistemas de creencias, los contenidos estarán determinados por la posición científica o religiosa de quien los presente.

## La superstición y el método científico
Las supersticiones no fundamentadas o asentadas de manera no común en el ser humano pueden estar basadas en tradiciones populares, normalmente relacionadas con el pensamiento mágico. Las personas supersticiosas piensan que ciertas acciones (voluntarias o no) tales como rezos, ensalmos, conjuros, hechizos, maldiciones u otros rituales, influyen de manera trascendental en su vida o la defienden del mal (efecto apotropaico).[cita requerida]
También se consideran supersticiones aquellas disciplinas que la comunidad científica llama pseudociencias, tales como:
- la adivinación
- la astrología
- la cartomancia
- la alquimia
- el curanderismo
- el espiritismo
- el feng-shui
- la geomancia
- la magia
- la precognición
- la quiromancia
- el tarot
- el reiki

Lo que distingue a las supersticiones de las ciencias o el conocimiento racional es el establecimiento de relaciones causales entre acontecimientos y fuerzas supranormales, tales como:
- el destino,
- el poder invisible de los astros,
- el poder invisible de los ritos mágicos,
- el poder invisible de los espíritus, etcétera.[cita requerida]

Esta manera de proceder a un resultado es contraria a la razón científica y al método científico, que analiza las relaciones desde las causas inmediatas e intentan descubrir las leyes naturales que rigen los fenómenos, mecanismos o procesos (o, en caso de no encontrar relaciones causa-efecto, explican los fenómenos a través de correlaciones, es decir, a través de la frecuencia en la que dos eventos se presentan simultáneamente).
Algunas de las pseudociencias dieron paso al nacimiento de ciencias gracias al pensamiento moderno en la ciencia, como es el caso de la alquimia que dio paso a la química.
En el pensamiento mágico y la magia se considera posible producir resultados que a la razón resultan contrarios a las leyes naturales conocidas valiéndose de ciertos rituales, en los que intervienen entes considerados en dicha creencia.

## Superstición ypsicología
En psicología, el término se asocia en sentido estricto a «conducta superticiosa», concepto derivado que utilizó por primera vez Skinner en 1948 en el contexto de su descripción del paradigma del condicionamiento operante. Se refiere al fenómeno de que las conductas que son reforzadas de manera casual se desarrollan tal como si existiera una relación real entre el reforzador y la emisión de la conducta. En experimentos con palomas observó  que cualquier conducta emitida de manera completamente casual por las aves justo antes de recibir alimento (por ejemplo caminar en círculos, levantar o agachar la cabeza, extender la alas) resultaba reforzada por la recepción temporalmente cercana de alimentos y las aves se comportaban repetidamente de este modo, como si «creyesen» que a través de esa conducta pudieran «producir» la obtención de alimentos. Skinner veía aquí una clara analogía con la conducta supersticiosa de los seres humanos. Esta idea de Skinner fue criticada posteriormente señalando su falta de consitencia interna con el cuerpo teórico del condicionamiento (Frankel, 1971). Otros experimentos posteriores lograron demostrar que muchos de esos tipos de conducta que Skinner había atribuido al reforzamiento supersticioso ocurrían no antes, sino después de recibir el alimento, lo que llevó a Michael Mahoney a realizar el siguiente comentario:

«Con frecuencia, nuestra conducta como experimentadores  parece ser más supersticiosa que la de los objetos de experimentación.»
Mahoney, M. Kognitive Verhaltenstherapie [«Terapia conductual cognitiva»], Múnich, 1977

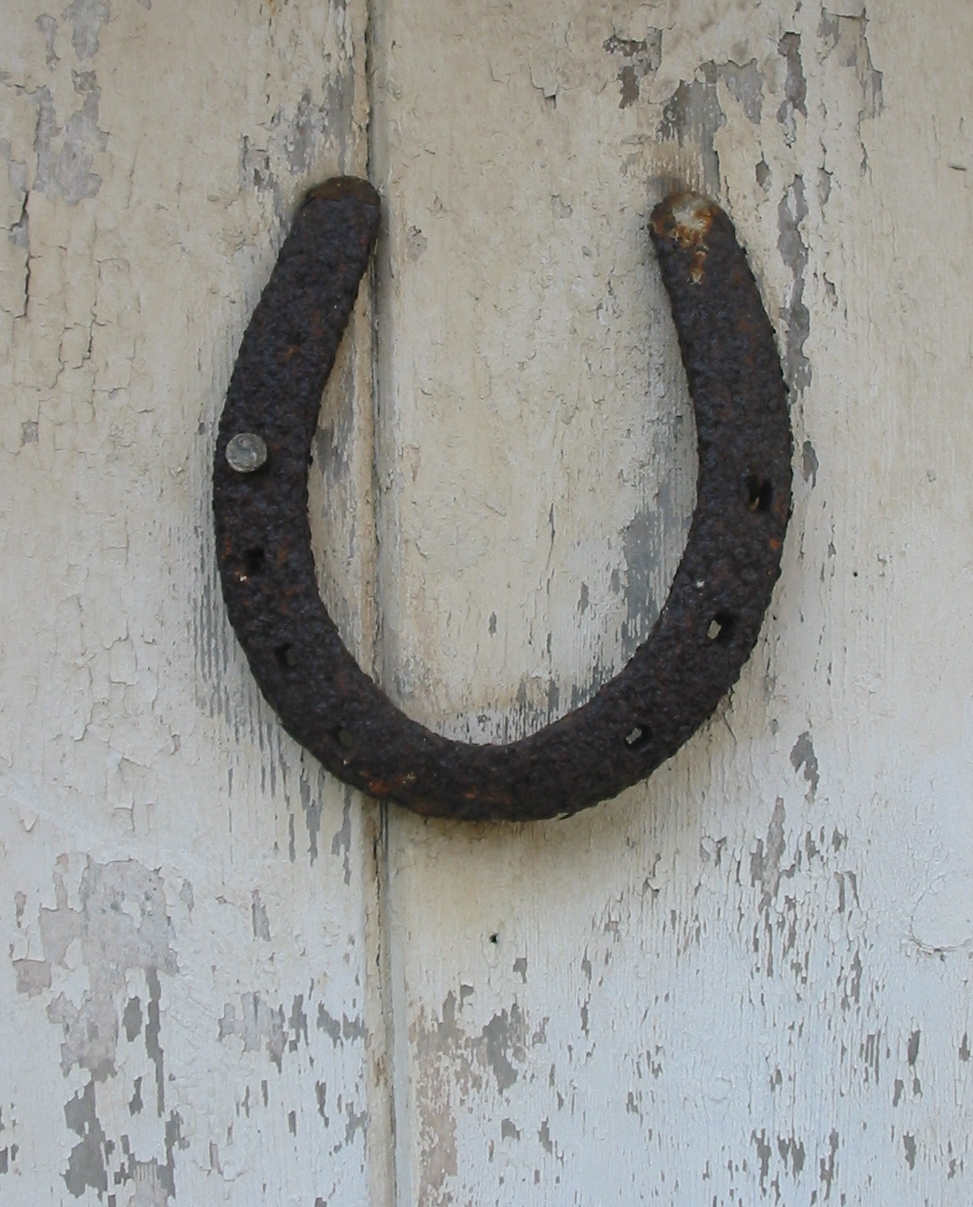
Herradura clavada en la puerta para la buena suerte.

En un sentido más amplio, la superstición sería para la psicología el resultado de una manera prejuiciosa de procesar la información. Un prejuicio cognitivo (del inglés cognitive bias, «predisposiciones cognitivas» o «sesgo cognitivo», en español), es una distorsión cognitiva en el modo en que los humanos perciben la realidad.
Algunos de estos procesos han sido verificados empíricamente en el campo de la psicología, otros se consideran simplemente como categorías generales de prejuicios.
Aunque en la historia de la humanidad se aprecia un proceso general de decaimiento de las supersticiones, este proceso no es lineal, como lo demuestra el auge actual de la quiromancia y los exorcismos en Italia y Europa.
Para el individuo supersticioso, la superstición puede cumplir un papel estabilizador para la psiquis, por medio de los mecanismos de defensa. En este contexto, los actos apotropaicos, como decir «¡Jesús!» tras un estornudo para rechazar la mala suerte, tocar madera, cruzar los dedos o santiguarse, pueden ser percibidos con una funcionalidad curativa.
Otro aspecto importante estudiado por la psicología clínica y que se relaciona con las supersticiones es el estudio del llamado pensamiento mágico, como estilo de pensamiento característico de ciertas patologías psíquicas, tales como el trastorno obsesivo-compulsivo y la esquizofrenia, entre otros. La psicología social, por su parte, ha abordado el estudio de la religión como sistema de creencias, estudiando su equivalencia o relación con la superstición.

### Prejuicios cognitivos
El pensamiento mágico, base de la superstición, es una forma de pensar y razonar que genera opiniones carentes de fundamentación lógica robusta o estricta.
Creencias carentes de lógica.
Mirándolo de forma científica suele estar basado en percepciones psíquicas subjetivas del individuo/colectivo, pudiendo haber sido condicionado por otras personas que haya conocido o aceptando de algún modo las teorías de dichos individuos con esas creencias.
En psiquiatría, varias enfermedades mentales y trastornos de personalidad se caracterizan por diversos grados de pensamiento mágico.
Se utiliza el método científico para remarcar lo endeble y arbitrario de las convicciones basadas en lo sobrenatural.
Bruce Hood, profesor de Psicología del Desarrollo en la Universidad de Bristol, llevó a cabo un experimento para demostrar la inutilidad de los esfuerzos por combatir las creencias irracionales, ya que sostiene que el cerebro humano tiende a funcionar de manera supersticiosa. Para demostrar su teoría, el profesor Hood les preguntó a los miembros del público de un festival de ciencias, si estaban dispuestos a probarse una chaqueta azul a cambio de una gratificación de 10 libras esterlinas. Después de que no pocos voluntarios levantasen la mano, dijo entonces que la chaqueta había pertenecido a Fred West, un asesino múltiple. Al oír esto, la mayoría de los voluntarios bajaron la mano como acto apotropaico o de defensa o rechazo del agüero. En realidad, la chaqueta no había pertenecido a Fred West. El experimento demostró que esta suposición hacía sentirse incómodas a personas que se consideraban escépticas (ya que asisten a un festival de ciencias).
Escrúpulos similares y creencias comparables, explican, por ejemplo, por qué pocas personas estarían dispuestas a cambiar su anillo de boda por una réplica idéntica. Según el profesor Hood, la diferencia entre conceder «importancia sentimental» a los objetos y creer en la religión, la magia o lo paranormal, es solo de grado.
Según Hood, debido a que los humanos obramos intuitivamente, instar a las personas a abandonar su sistema de creencias no tiene éxito, porque ese componente actúa a un nivel tan fundamental, que ninguna cantidad de pruebas racionales puede erradicarlo, de igual modo que no podemos erradicar un instinto.

## Religión y superstición
Generalmente, la mayoría de las religiones poseen rituales, ceremonias o ensalmos que ponen a los sujetos en relación con las fuerzas espirituales, determinando que las personas no pertenecientes a esa religión pueden considerar estos actos como supersticiones.
Pese a que la definición de superstición incluye "fuerzas arbitrarias" y afirmaciones no probables por la ciencia o el pensamiento empírico, el cristianismo considera la superstición (ajena a su propio dogma) como contraria al primer mandamiento.
Según el diccionario de la Real Academia Española, la superstición es una ‘creencia extraña a la fe religiosa y contraria a la razón’.
La superstición no tiene por objeto el conocimiento de la realidad científica que yace tras dicha creencia, se da por supuesto su veracidad. Su objeto es mantenerse alerta en las situaciones diarias para evitar o incidir en las acciones que conducen de modo oportuno a la base de la creencia. La religión tiene por objeto de un modo básico, adquirir la gracia del ente o entes objeto de adoración a base de cumplir los mandamientos (véase ascética) y rechazar las prohibiciones que dicta su credo.

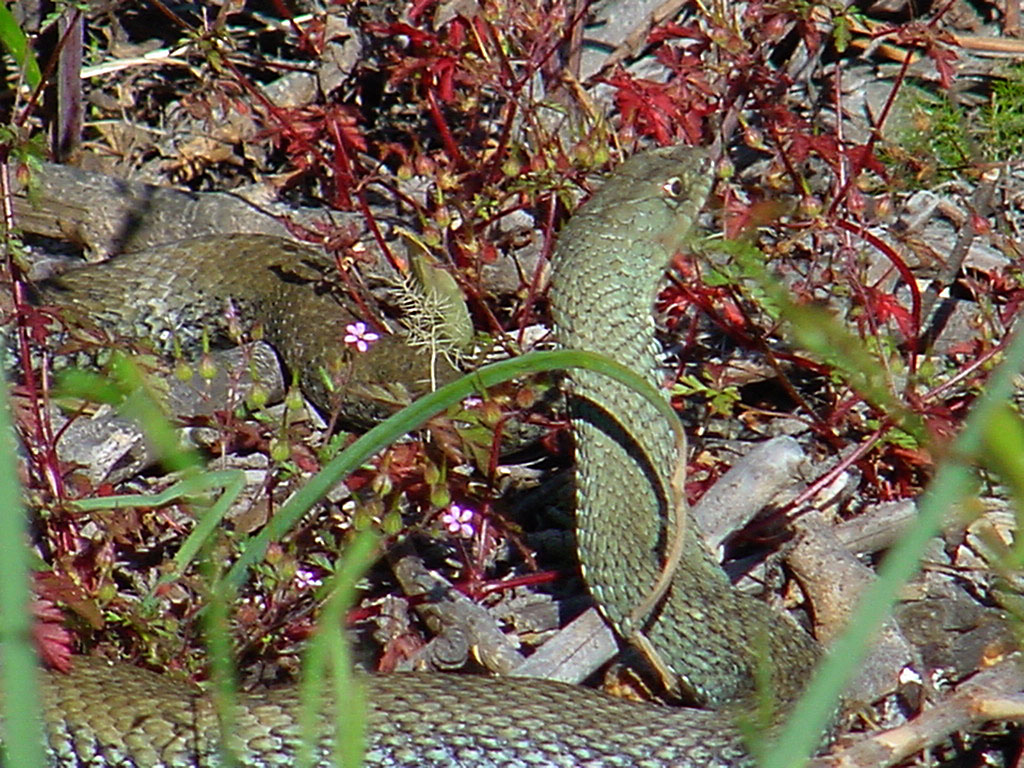
La inofensiva culebra bastarda.

Algunas religiones y cosmovisiones esotéricas herméticas han considerado los estados de conciencia alterados como una prueba de la existencia de sus creencias. Su conocimiento parte de premisas y fuentes totalmente diferentes a las de la ciencia, la técnica y la filosofía científicas (de nuestro tiempo). Sería fruto del desarrollo de capacidades en el individuo que trascenderían los límites de la percepción sensorial normal. Mediante técnicas: meditativas, autosugestión, privación del sueño, ayuno, deshidratación, drogas, intoxicaciones... los sujetos aseguran experimentar la realidad más allá del umbral de la normalidad al percibirla, lo cual definen como otro nivel diferente y subjetivo.

### Orígenes del concepto
La etimología del término «superstición» corresponde al verbo latino super-stare (‘permanecer sobre’, que para los romanos tenía el sentido figurado de «ser testigo» o «sobrevivir»). De acuerdo con Cicerón, y después Isidoro de Sevilla, la idea de trascender y perpetuarse a través de la realización constante de rituales subyacía en el uso de esta palabra. Y más concretamente al deseo de no ver morir a la propia descendencia:

Se llama supersticiosos a quienes rezan u ofrecen sacrificios todos los días para que sus hijos les sobrevivan
Cicerón: De natura deorum (II, 72)

Por otra parte, en la antigua Roma los adivinos eran calificados frecuentemente como superstitiosus, lo que de por sí no habría constituido una valoración necesariamente peyorativa. Pero a veces sí se dio un sentido desfavorable a la palabra y las acciones que designaba, entendidas como una manifestación exagerada, y por tanto superflua y desordenada, de religiosidad. Esta idea resulta más comprensible si se considera que religio, la religión, significaba precisamente lo contrario para los romanos. Según el mismo Cicerón, religio viene de re-legere (‘reagrupar, ordenar’). Por lo mismo, dentro de la preocupación romana de realizar el culto dentro de normas rígidas, una exageración, como hacer sacrificios todos los días, podía llegar a ser entendido como un defecto.
Para los romanos, el supersticioso podía llegar a ser o bien un tartufo o una persona afectadamente religiosa.
Las supersticiones romanas estaban en gran parte relacionadas con el mundo de la naturaleza. los romanos leían presagios de desastres en el croar de los cuervos, y encontraban protección contra el mal de ojo entre las hojas del acebo. Junto a esta consulta de los augurios iba una fe en las propiedades mágicas, generalmente medicinales -de plantas y animales-. Algunas de estas supersticiones y lo que representan se listan a continuación:
1. La lechuza: Se creía que esta ave presagiaba desastres. Horacio afirmaba que las brujas usaban plumas en sus pócimas.
2. El ciclamen: Los romanos creían que los hombres que estaban perdiendo el pelo podían evitarlo oliendo partes de esta planta.
3. Campanas: Se suponía que el tañer de campana junto a la mujer que estaba dando a luz aliviaba los dolores de parto.
4. Abejas: Se creía que estos insectos sagrados eran mensajeros de los dioses, y que su presencia traía buena suerte.
5. La peonía: Esta flor, así llamada según Peón, dios de las curaciones, era considerada de propiedades curativas mágicas.
6. El águila: Ave sagrada de las legiones romanas; se decía que esta ave rapaz, de vuelo rápido, producía rayos y truenos.[9]

### Evolución del concepto cristiano de superstición
En las primeras versiones en latín del Nuevo Testamento cristiano se utiliza solo 3 veces la palabra «superstición», siempre a la manera romana:
- En Hechos (17.22), sin un sentido peyorativo explícito, cuando san Pablo alaba a los atenienses por tener un altar reservado «al dios desconocido». Entonces, refiriéndose a que son «extremadamente religiosos», los calificó de «quasi superstitiosiores

Hechos, 17 - Biblia Católica Online
Lea más en: https://www.bibliacatolica.com.br/la-biblia-de-jerusalen-vs-vulgata-latina/hechos/17/» (en sentido figurado, "trascendentalistas").
- En Hechos (25, a. C.19), en un sentido literal y ambiguo, cuando los judíos acusan al mismo Pablo de supersticioso por creer que Jesucristo está vivo (que «ha sobrevivido»), siendo que ya ha fallecido.
- En Colosenses (2, a. C.21), refiriéndose a una manera afectada de religiosidad, cuando nuevamente Pablo exhorta a sus lectores a dejar el formalismo ritual judío y así no caer «in supertitione».

Pero después de décadas, o incluso siglos, los primeros cristianos comenzaron a cambiar el sentido de la palabra «superstición».

#### Lactancio: Religión versus superstición
En el siglo III, Lactancio refutó las etimologías clásicas de Cicerón, buscando interpretaciones más funcionales al punto de vista cristiano. Para él, religio ya no viene de relegere (‘reagrupar’ o ‘reordenar’), sino de re-ligare (‘volver a unir’), lo que resultaba muy consonante con el sentido mesiánico y salvífico del cristianismo, que proclama una «nueva alianza» entre la divinidad y el ser humano. El cristianismo era, pues, para Lactancio una religión.
Siguiendo con esta línea argumentativa, el mismo autor cambiaba el significado de la etimología de superstitio. Esta ahora asimilaba el concepto a idolatría y culto equivocado; superstición equivalía a divinización pagana de los muertos:

...los supersticiosos no son aquellos que esperan que sus hijos les sobrevivan —eso lo esperamos todos—, sino quienes veneran la memoria de los difuntos para que sobreviva a ellos, o incluso aquellos que mediante imágenes de sus padres rinden culto como lo hacen con sus dioses penates...
Lactancio: Institutiones divínae

Para Lactancio, entonces, religión era igual a culto verdadero, mientras que superstición era un falso culto (a los antepasados).

#### Agustín de Hipona: Cristianismo contra superstición

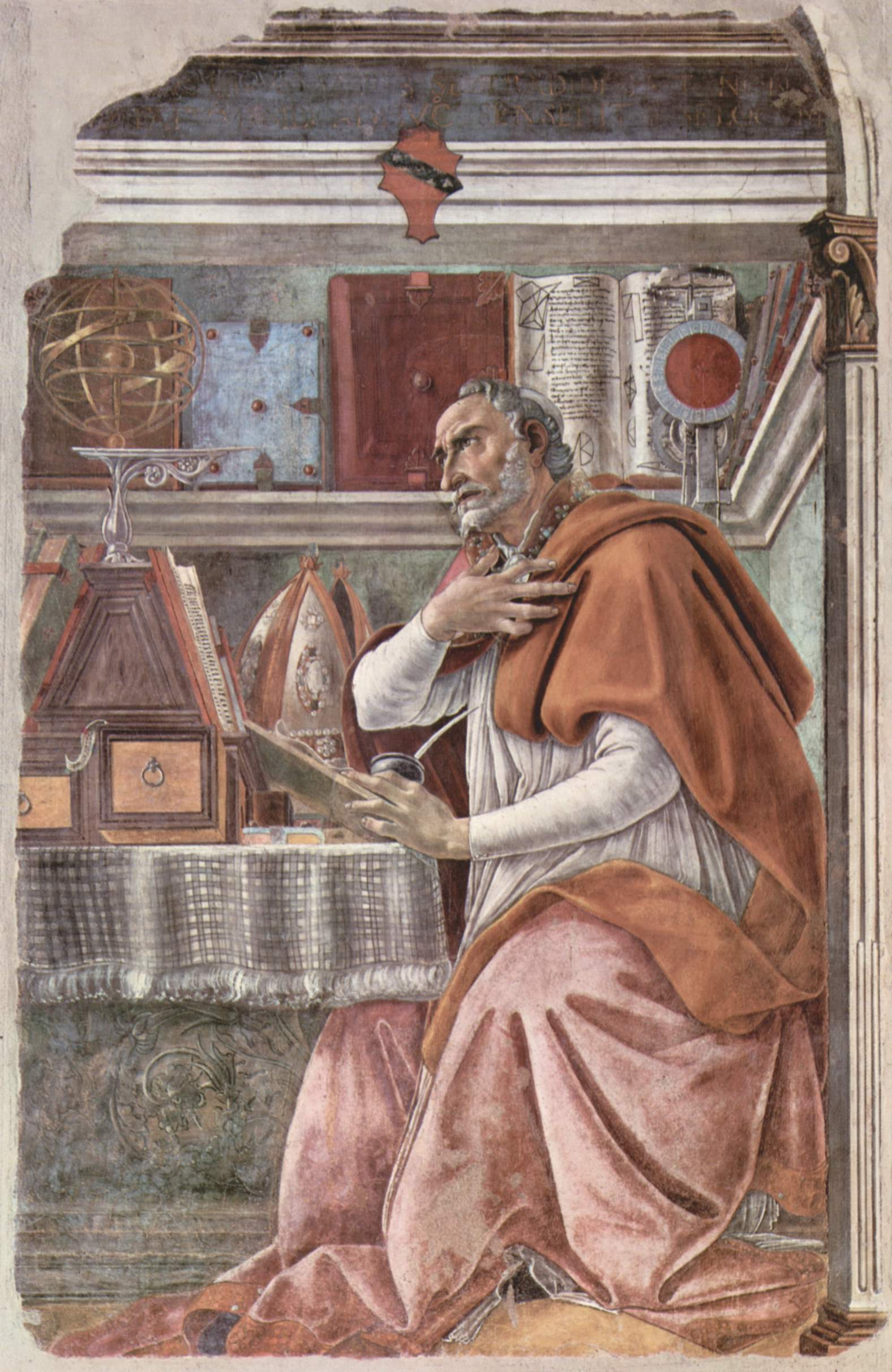
Según san Agustín, la superstición es pagana y demoníaca.

En el siglo IV Agustín de Hipona volvió a modificar la explicación del significado de la etimología de superstitio, buscando establecer un nuevo concepto más a su útil a las batallas ideológicas que el cristianismo vivía en su tiempo histórico. Para él, las supersticiones eran las «supervivencias» de la idolatría pagana que subsistían, tras el triunfo político del cristianismo, producto de la conversión del emperador Constantino. Y, más específicamente, superstición era todo resto de veneración a una criatura —ser creado— fuera este ídolo, hombre, demonio, animal, planta, astro u objeto.

Es supersticioso aquello instituido por los hombres para crear ídolos y venerarlos o rendir culto a una criatura o parte de una criatura como si se tratase de Dios, o para consultar a los demonios y sellar a través de ciertos acuerdos (pactos) una comunicación con ellos.
Agustín de Hipona: De doctrina christiana

De estas afirmaciones, que fueron retomadas por Tomás de Aquino, proviene el concepto cristiano de superstición vigente durante los siglos siguientes, y aun en el presente. Este se puede resumir en dos afirmaciones:
- Toda creencia sobrenatural ajena al cristianismo es superstición.
- La superstición es una manera de relación con el demonio.

La segunda idea implicaba que, por ejemplo, si el estremecimiento o tembladera de un miembro (un brazo, por ejemplo) era considerado un mal augurio, era porque para el supersticioso era una especie de signo convencional o clave secreta, mediante la cual recibía un mensaje del demonio.
La nueva definición de superstición se extendió rápidamente.
Como ejemplo de la idea cristiana de que lo no cristiano es supersticioso, ya en el siglo V se encuentran textos eclesiásticos que hablan de las «supersticiones judaicas». Así, para los cristianos, si los judíos no creían en Cristo, sus rituales debían por fuerza ser supersticiosos.

## Supersticiones y creencias populares
Existe diferencia entre las supersticiones específicas y las pseudociencias. Las pseudociencias tienen un definido ámbito concreto de creencias donde no cabe todo sino de acuerdo a sus bases. Otra diferencia es que los creyentes de supersticiones pueden ser personas de cualquier etnia, estatus social, región mundial... y no tienen porqué creer en pseudociencias, del mismo modo que un adepto de una pseudociencia no tiene porqué creer en las supersticiones populares.
Existen supersticiones relacionadas con los diferentes ámbitos de la vida del ser humano, desde los acontecimientos importantes para las personas (por ejemplo el matrimonio, la menstruación femenina, la botadura de barcos, el levantarse de la cama), los acontecimientos relacionados con los oficios (por ejemplo: ordeñar en la ganadería), los acontecimientos temporales (por ejemplo: fechas de siembra en la agricultura, el solsticio de la noche de San Juan, las fases de la Luna), los relacionados con objetos o elementos o con procesos: el hierro, por ejemplo, tiene poderes mágicos, protege a su propietario contra las brujas y los malos espíritus.
Hay muchas supersticiones relacionadas con tijeras, cuchillos, espadas, agujas...
Muchos escoceses creían que dormir con un cuchillo bajo la almohada evitaría que las brujas se los llevasen mientras dormían. En muchos países se considera fatídico regalar un arma blanca. El mango del cuchillo, al caer, apunta en la dirección de donde provendrá la buena suerte o los amigos. Si el cuchillo queda con el filo hacia arriba, se espera mala suerte, pues los espíritus se cortarán los pies.

### Supersticiones que generarían desgracia

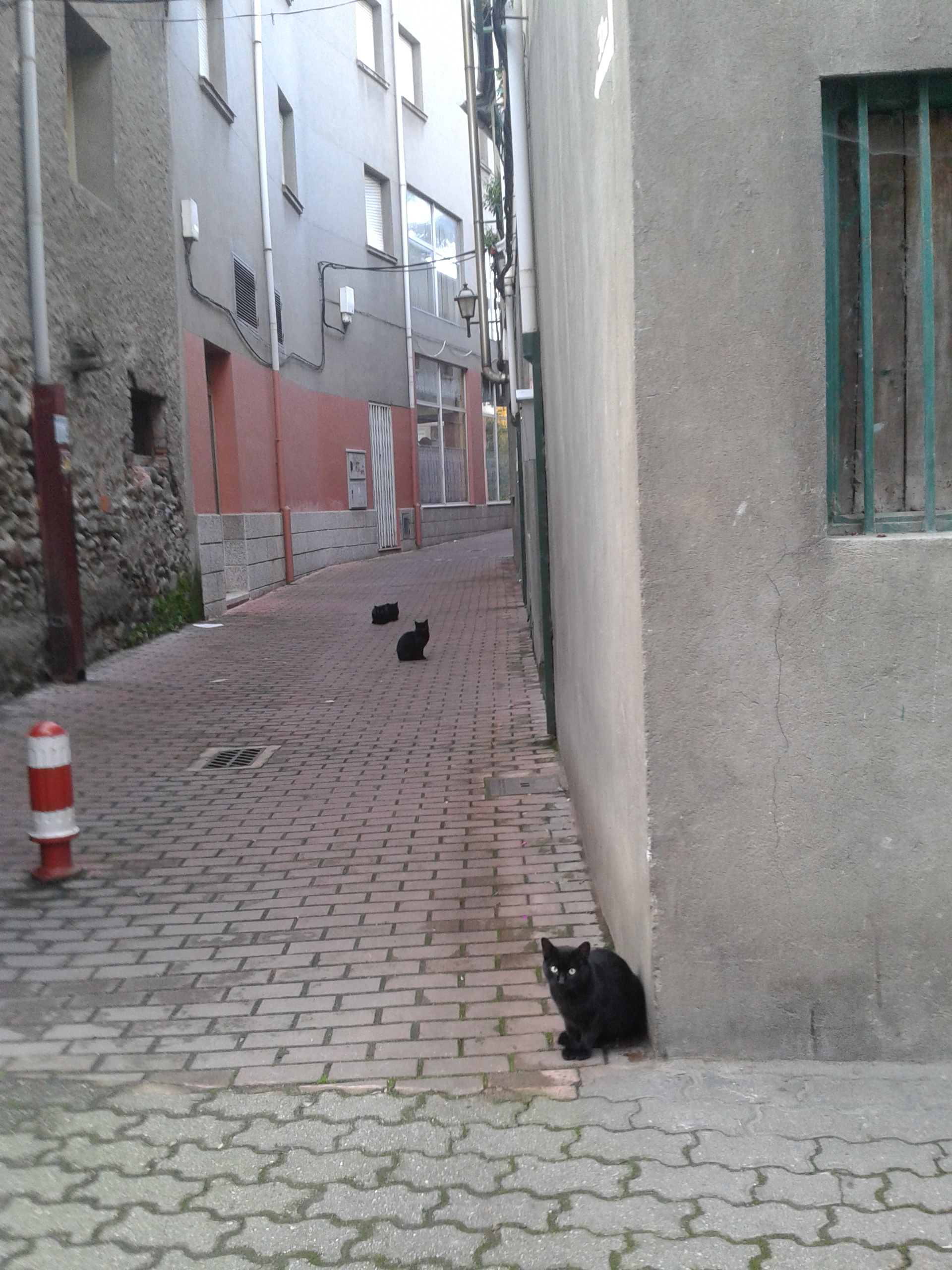
Gatos negros en una calle de Cacabelos, El Bierzo, España

- Doblar la servilleta usada, o guardar una servilleta en su servilletero al final de una comida quebrantará la amistad.
- Mencionar o formular verbalmente cualquier cosa no deseable o desgraciada (ver maldición).
- Para contrarrestar la desgracia, inmediatamente se debe tocar madera.
- Romper un espejo, al hacerlo se tiene 7 años de mala suerte.
- Pasar debajo de una escalera apoyada contra una pared, la escalera con las superficies del suelo y la pared forman un triángulo, representación de la Trinidad. Por lo tanto, cruzarla era atentar contra dicho dogma, o también representa una puerta de entrada al mundo de los espíritus.
- Cruzarse con un gato negro.
- Derramar sal: la sal, en la Antigüedad, representaba riqueza. Al parecer, este mito tiene su origen en el hecho de, una vez que Roma conquista y arrasa con la ciudad de Cártago, los soldados romanos vertieron sal sobre los restos de la ciudad, para que ninguna planta volviera a crecer en ella; o en que en la Antigüedad era común dar paga con la sal, (de ahí surge el salario) lo cual, al derramar este producto era considerado un desprecio hacia el dinero y por ende suponía la futura falta del mismo.
- Derramar aceite.
- Poner el pan invertido en la mesa.
- Limpiar la mesa con papel, y no con un paño de tela, trae pérdidas económicas, porque representa un desprecio al papel moneda.
- Escuchar el nombre de una persona que transmite «mala suerte» (persona que está «salada», jettatore, un mufa, aojador, gafe, cenizo, chivo expiatorio)
- Para contrarrestar la maldición, a la persona se la margina y se la menciona como «el/la innombrable».
- En Argentina los varones se tocan el testículo izquierdo, y las mujeres el pecho izquierdo.
- Ser víctima de un «trabajo» de vudú o magia negra.
- Rezar con las piernas cruzadas.
- Pisar en primer lugar con el pie izquierdo al levantarse de la cama (Véase el artículo zurdo).
- Casarse o embarcarse un martes 13: en los países anglófonos se refieren al viernes 13.
- Bautizar a un barco con el mismo nombre que tiene otro barco.
- Sentarse a comer 13 personas a la mesa, por la Última Cena de Cristo con sus discípulos (ver triscaidecafobia).
- Estornudar, por temor a perder el alma, solo durante la Edad Media.
- El riesgo se minimizaba cuando otra persona respondía de manera apotropaica «¡Jesús!».
- Abrir un paraguas bajo techo, dentro de una casa.
- Que se cayeran las tijeras con el pico abierto, o dejarlas a posta abiertas encima de la mesa de alguien, o dejarlas abiertas entre dos o más *personas, supuestamente produce riña por el entrechocar de las espadas.
- Poseer un solo vaso de una colección en la que se han ido rompiendo todos los demás.
- Mirar fijamente a una persona, mal de ojo o aojamiento, que desde entonces sufre mala salud periódicamente o muere. Esta superstición se documenta *desde la época romana.
- Decir «¡por Dios!» ante cualquier suceso: según el mandamiento de la ley mosaica, no debe tomarse el nombre divino en vano.
- Cuando una persona se ríe mucho es que le espera alguna desgracia o disgusto.
- El acostarse del lado del corazón ocasiona malos sueños.
- Cortarse las uñas en los días que tienen erre (martes, miércoles y viernes) genera padrasto.
- Matar a las golondrinas: porque una leyenda (no bíblica) dice que le extrajeron las espinas a Cristo en el Calvario.
- Toparse con un tuerto al salir de casa por la mañana.
- Que un artista (actor, cantante, músico, etc.) salga al escenario con una prenda amarilla.
- Que el novio vea a la novia vestida de tal antes de la ceremonia.
- En México (especialmente en el estado de Jalisco), pisar un mango echado a perder.
- Cortar muy seguido, usando la tijera, se dice que corta los caminos.
- Barrer los pies a alguien, dicen que quita la fortuna
- Para revertir, la persona cuyos pies fueron barridos debe pisar la escoba

### Supersticiones contra el mal o contra la mala suerte
Determinadas acciones son tradicionalmente consideradas como conjuros o actos contra el mal, los malos espíritus, las brujas y la mala suerte, y se realizan para protegerse, desviarlos, evitarlos o rechazarlos:
Poseer amuletos u objetos que protegen de la mala suerte o de las brujas, como llevar siempre una castaña recogida el día o la Noche de San Juan, o
- En Aragón, ponerles pendientes hechos con ramitas de enebro a las ovejas.
- Echar sal detrás del hombro, para aplacar a los malos espíritus que están tras la persona.
- Tocar un objeto de madera al oír algo que se considera inauspicioso, pues algunas culturas creen que poseen propiedades mágicas o se puede pedir un deseo.
- Cuando las ratas abandonan un barco es porque se va a hundir.
- Cuando los animales abandonan un lugar es porque viene un desastre.
- Tener en el hogar un altar con estampitas de santos y vírgenes.
- Encender una vela a un santo, en una iglesia católica o en el hogar.
- Hacer una "limpieza" mediante magia blanca con una bruja o curandera.
- "Tirar el cuerito" es un tipo de masaje chamánico relacionado con la piel de la cintura o el abdomen.
- Decir «¡Jesús!» cuando se estornuda, ya que se consideraba antaño signo de mal agüero o de mal augurio.
- Santiguarse al oír algo que proporciona mala suerte.
- Hacer el conjuro de la taza de agua y las gotas de aceite para evitar el mal de ojo o aojamiento.
- Colocar una cebolla debajo de la mesa, en la mesa de noche o debajo de la cama de los enfermos.
- Golpear ligeramente las copas antes de beber su contenido, espanta a los malos espíritus y evita que entren al momento de abrir la boca.
- Encontrar un trébol de 4 hojas.
- Ponerle una cinta roja a los bebes, o en la panza de la mama embarazada.
- Si se cae azúcar, ponerse un poco de la azúcar derramada, en la frente que es fortuna
- Usar la ropa interior al revés, es decir, la parte de afuera hacia adentro, alejando los malos conjuros de brujas.
- Cuando Jasón mató al hermano de su amada, sorbió y escupió la sangre del muerto tres veces para evitar que su ánima le persiguiese.

### Supersticiones de buena suerte
- Herradura puesta con el propósito de atraer la buena suerte.
- Derramar el vino predice buena suerte o trae alegría.
- Encontrarse por casualidad una herradura con 7 agujeros para los clavos es un buen augurio en Algeciras, o la sola posesión de una herradura.
- Tener la pata de un conejo, frotarse y acariciarse con ella.
- El número Siete
- Para ganar la lotería se debe apoyar el billete en la espalda de un jorobado o en el vientre de una embarazada.
- Tener amuletos, como una pata de conejo, alguna piedra especial o semipreciosa, etc.
- En la comunidad vasca colocar un flor de cardo dorado en el pórtico de los caseríos, ya que se creía que tenía relación con el sol. En vasco la planta se llama "Eguzki-lore" (flor del sol) (normalmente dirección Sur)
- Tener la bendición de los padres al casarse.
- La mujer soltera que —durante una fiesta de casamiento— atrape el ramo de la novia cuando esta realiza el rito de tirarlo violentamente por encima del hombro será la siguiente en casarse (en la Edad Media era primordial que una mujer se casase).
- Cuando una persona debe pasar una prueba o realizar un examen académico, debe encender (ella misma u otra persona) una o varias velas en su casa o en una iglesia católica.
- El feng shui chino y el vastu de la arquitectura hindú poseen conceptos parecidos y hasta equivalentes, que analizan qué lugares y fechas son las mejores para construir un edificio o iniciar una empresa o negocio o una relación de pareja.
- En México se dice cada Viernes Santo hay un aguacate que en vez de carozo contiene un huevo de paloma. Hay que sostener el huevo en la mano y rezar un Padre Nuestro. El huevo se abrirá, y saldrá volando un polluelo, que es el Espíritu Santo. El lugar donde el polluelo se pose estará bendito incorruptiblemente hasta la llegada del Fin del mundo.
- Pisar excremento que esté en el suelo, da buena suerte durante 7 años.

### Supersticiones que auguran el futuro
- Cuando a un difunto se le quedan los ojos abiertos es señal de que pronto le seguirá algún individuo de la familia.
- No deben echarse las cáscaras de los huevos en el fuego, porque se les secará el ano a las gallinas y no pondrán más huevos.
- Quien duerma en una cama con los pies hacia la calle morirá.
- Cuando se tira al suelo una cerilla encendida, y esta no se apaga, es el augurio de una muerte próxima.
- Una mujer, durante la menstruación, no puede hacer mantequilla, mayonesa, tocar o preparar la leche o productos lácteos, regar las plantas, dar de comer a los animales... la mantequilla o mayonesa no ligarán, la leche se cortará, las plantas se secarán, los animales morirán, especialmente crías o bebés ajenos, o se les estropeará la comida, o se arguellarán. Esta superstición está relacionada con la pureza y la impureza de la mujer, y coincide con supersticiones afines del mundo islámico actual.
- "Dineros o palos". Si se siente comezón o picazón en la palmas de las manos, es que se va a recibir dinero, o se van a recibir palos.
- La mujer que siga el vuelo de una mariquita dará con el hombre ideal.
- Una mariposa que vuela alrededor de una persona augura buenas noticias si es blanca, y malas noticias si es negra.
- Cuando una pulga pica en el dorso de la mano, es señal de que se va a recibir dinero (en la Edad Media había pulgas en todas las casas).
- Cuando una persona sueña con toros, es que le tocará la lotería, si es que ha jugado.
- Cuando a una persona soltera se le barren los pies, no se casa.
- Pisar accidentalmente el excremento de un animal traerá buena suerte.
- Todos los 2 de febrero, la estatua de la Virgen María sale en procesión ritual por las calles cercanas al templo. Si vuelve a entrar con la vela encendida, será buen año.
- Las roscas y roscones, comidas en fechas señaladas, San Valero, Reyes Magos... coincidentes con las fiestas paganas de la siembra, la recolección, *la primavera etc., suelen llevar una o dos sorpresas. Una solía ser una moneda o regalo favorable, y la otra, habitualmente desfavorable que trae pagar el roscón consiste generalmente en una semilla de haba, relacionada con el glande masculino.
- En México, cuando un cuchillo cae y se clava en el suelo, augura la llegada de una visita. En Argentina, esto sucede con la caída de una cuchara al suelo.
- En Aragón y Castilla-La Mancha (España), cuando una persona, sin darse cuenta, se pone una prenda del revés (por ejemplo, la camiseta con la espalda al frente), es que se va a producir una sorpresa, un imprevisto bueno o malo.
- En Aragón y Castilla-La Mancha (España), «Soñar con muertos, saber de vivos»: cuando se sueña con personas que han muerto, sobre todo familiares, es que se van a recibir nuevas noticias de, o se va reunir uno con, amigos o parientes.